# Bulbophyllum mirificum
Bulbophyllum mirificum är en orkidéart som beskrevs av Rudolf Schlechter. Bulbophyllum mirificum ingår i släktet Bulbophyllum och familjen orkidéer. Inga underarter finns listade i Catalogue of Life.